# 모스 호몰로지
미분위상수학에서 모스 호몰로지(영어: Morse homology)는 콤팩트 매끄러운 다양체의 호몰로지를 그 위의 실수 값 함수를 통해 구성하는 방법이다. 다양체의 위상을 실수 값 함수를 통해 분석하는 이론인 모스 이론의 일부이다.

## 정의

### 모스-스메일 함수

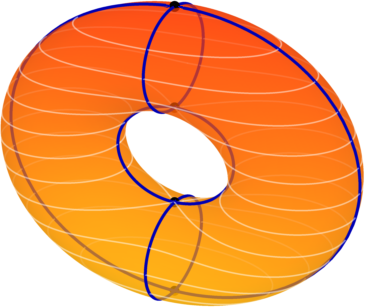
기울이지 않은 원환면 위의 높이 함수는 모스 함수이지만, 안장점에서 횡단 교차 조건을 충족시키지 못하여 모스-스메일 함수가 아니다.

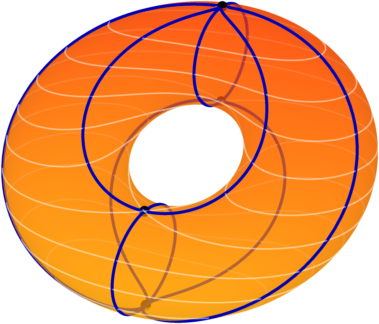
살짝 기울인 원환면 위의 높이 함수는 모스-스메일 함수이다.

콤팩트 매끄러운 다양체 {\displaystyle M} 위에 임의의 리만 계량 {\displaystyle g}와 모스 함수 {\displaystyle f}를 정의하자. 이 경우 그 기울기 벡터장 {\displaystyle \nabla f\in \Gamma (TM)}을 정의할 수 있다. 각 임계점 {\displaystyle x\in M}에 대하여, {\displaystyle \nabla f}의 안정 부분 공간(stable subspace) {\displaystyle W^{\text{s}}(x)}과 불안정 부분 공간(unstable subspace) {\displaystyle W^{\text{u}}(x)}을 정의할 수 있다. 만약 모든 임계점들의 안정 부분공간과 불안정 부분공간이 횡단 교차(transversal intersection)한다면 (즉, 모든 {\displaystyle y\in W^{\text{s}}(x)\cap W^{\text{u}}(x)}에서 {\displaystyle T_{y}M=T_{y}W^{\text{s}}(x)\oplus T_{y}W^{\text{u}}(x)}이라면) 순서쌍 {\displaystyle (g,f)}를 모스-스메일 함수(Morse-Smale函數, 영어: Morse–Smale function)라고 한다. 이는 마스턴 모스와 스티븐 스메일의 이름을 딴 것이다.

### 모스 호몰로지의 고전적 정의
{\displaystyle f}의 기울기 흐름(영어: gradient flow)은 {\displaystyle f}의 임계점들을 연결시킨다. 두 임계점 {\displaystyle x_{i}}, {\displaystyle x_{j}} 사이의 기울기 흐름들의 모듈라이 공간 {\displaystyle {\mathcal {F}}(x_{i},x_{j})}을 정의하자. 이 모듈러스 공간의 차원은 임계점들의 모스 지표의 차의 절댓값과 같다.
{\displaystyle \dim {\mathcal {F}}(x_{i},x_{j})=|\gamma (x_{i})-\gamma (x_{j})|}
모스-스메일 함수 {\displaystyle (g,f)}가 주어진 콤팩트 매끄러운 다양체 {\displaystyle M} 위에, 모스 사슬 복합체(Morse사슬複合體, 영어: Morse chain complex) {\displaystyle C_{i}(M)}는 모스 지표가 {\displaystyle i}인 임계점들로 생성되는 자유 아벨 군이며, 그 위에 정의된 경계 연산자
{\displaystyle \partial _{i}\colon C_{i}(M)\to C_{i-1}(M)}
는 {\displaystyle x_{i}\in C_{i}(M)}을 {\displaystyle x_{i}}로부터 시작하는 {\displaystyle f}의 기울기 흐름들의 (부호가 붙은) 종점들의 합으로 대응시킨다. 이 사슬 복합체로부터 정의한 호몰로지
{\displaystyle H_{\text{M}}(M)=\ker \partial _{i}/\operatorname {im} \partial _{i+1}}
를 모스 호몰로지라고 한다. 이는 모스-스메일 함수의 선택에 의존하지 않으며, 또한 다른 호몰로지 이론(특이 호몰로지, 세포 호몰로지 등)과 일치함을 보일 수 있다.

### 모스-위튼 코호몰로지
모스 호몰로지는 초대칭 양자역학과 밀접한 관계를 가진다. 이를 사용하여, 모스 (코)호몰로지를 드람 코호몰로지와 호지 이론을 사용하여 재정의할 수 있다. 이는 에드워드 위튼이 발견하였고, 모스-위튼 코호몰로지(영어: Morse–Witten cohomology)라고 불린다.
모스 함수 {\displaystyle f}가 주어진 콤팩트 리만 다양체 {\displaystyle (M,g)} 위에 다음과 같은 연산자들을 정의하자.
{\displaystyle d_{t}=\exp(-tf)d\exp(tf)}
{\displaystyle d_{t}^{\dagger }=\exp(-tf)d^{\dagger }\exp(tf)}
{\displaystyle \Delta _{t}=d_{t}d_{t}^{\dagger }+d_{t}^{\dagger }d_{t}}
그렇다면 {\displaystyle \Delta _{t}}의 고윳값에 따라, {\displaystyle M} 위의 {\displaystyle k}차 미분 형식들의 공간 {\displaystyle \Omega ^{k}}을 다음과 같이 분해할 수 있다.
{\displaystyle \Omega ^{k}=\bigoplus _{\lambda }\Omega _{\lambda }^{k}(t)}
{\displaystyle \Delta _{t}\alpha =\lambda \alpha \forall \alpha \in \Omega _{\lambda }^{k}(t)}
이 경우, {\displaystyle t=0}일 때 호지 이론에 따라서
{\displaystyle \Omega _{0}^{k}(0)\cong H_{\text{dR}}^{k}(M)}
이다. 여기서 {\displaystyle H_{\text{dR}}^{\bullet }}은 드람 코호몰로지다. 반면, {\displaystyle t\to \infty }로 보내자. 그렇다면 {\displaystyle \Omega _{0}^{k}(\infty )}는 모스 지표가 {\displaystyle k}인 임계점 근처에 국소화된 {\displaystyle k}차 미분형식들로 이루어진 기저를 가진다. 즉,
{\displaystyle \dim \Omega _{0}^{k}(\infty )=N_{k}}
이다. 여기서 {\displaystyle N_{k}}는 모스 지표가 {\displaystyle k}인 임계점들의 개수다.
이 경우, 다음과 같은 모스-위튼 복합체(Morse-Witten複合體, 영어: Morse–Witten complex)가 존재한다.
{\displaystyle \Omega _{0}^{1}(\infty ){\xrightarrow {d_{\infty }}}\Omega _{0}^{1}(\infty ){\xrightarrow {d_{\infty }}}\cdots {\xrightarrow {d}}\Omega _{0}^{k}(\infty ){\xrightarrow {d_{\infty }}}\Omega _{0}^{k+1}(\infty ){\xrightarrow {d_{\infty }}}\cdots }
여기서 공경계 연산자 {\displaystyle d_{\infty }}는 모스-스메일 호몰로지에서의 기울기 흐름과 대응한다.
이 복합체의 코호몰로지는 드람 코호몰로지와 일치하며, 모스-위튼 코호몰로지라고 한다.
이는 {\displaystyle M}을 과녁 공간으로 갖는 초대칭 시그마 모형으로 다음과 같이 해석할 수 있다.
| 기호                                                                                         | 수학적 설명                                                   | 물리학적 설명                                                               |
| -------------------------------------------------------------------------------------------- | ------------------------------------------------------------- | --------------------------------------------------------------------------- |
| {\displaystyle C^{\infty }(M;\mathbb {C} )}                                                  | {\displaystyle M} 위의 매끄러운 함수들                        | {\displaystyle M} 위의 보손들의 힐베르트 공간                               |
| {\displaystyle \Omega ^{k}(M)\otimes \mathbb {C} }                                           | {\displaystyle M} 위의 {\displaystyle k}차 미분 형식들의 공간 | 페르미온 수가 {\displaystyle k}인 상태들의 힐베르트 공간                    |
| {\displaystyle d\colon \Omega ^{k}(M)\to \Omega ^{k+1}(M)}                                   | 외미분                                                        | 초대칭 연산자의 하나                                                        |
| {\displaystyle d^{\dagger }\colon \Omega ^{k+1}(M)\to \Omega ^{k}(M)}                        | 외미분의 수반(adjoint)                                        | 초대칭 연산자의 하나                                                        |
| {\displaystyle \Delta =dd^{\dagger }+d^{\dagger }d}                                          | 라플라스-벨트라미 연산자                                      | 자유 입자의 해밀토니언                                                      |
| {\displaystyle \Omega _{0}^{k}(\infty )}                                                     | 모스 지표가 {\displaystyle k}인 임계점들로 생성되는 벡터 공간 | 페르미온 수가 {\displaystyle k}인 섭동적 초대칭 바닥 상태들의 힐베르트 공간 |
| {\displaystyle d_{\infty }^{k}\colon \Omega _{0}^{k}(\infty )\to \Omega _{0}^{k+1}(\infty )} | 모스-위튼 복합체의 공경계 연산자                              | 순간자로 매개되는 터널 효과                                                 |
| {\displaystyle H_{\text{MW}}^{k}=\ker d_{\infty }^{k}/\operatorname {im} d_{\infty }^{k-1}}  | 모스-위튼 코호몰로지 군                                       | 참된 (비섭동적인) 초대칭 진공들의 힐베르트 공간                             |

## 역사
마스턴 모스가 변분법을 연구하면서 1934년에 도입하였다.
1950년대에, 라울 보트는 모스 이론을 특이점들이 고립돼 있지 않고 닫힌 집합을 이루는 경우로 확장한 모스-보트 이론(Morse-Bott理論, 영어: Morse–Bott theory)을 도입하였고, 이를 사용하여 위상 K이론의 보트 주기성(영어: Bott periodicity)을 증명하였다.
1982년에 에드워드 위튼은 모스 이론을 초대칭 양자역학을 사용하여 재정의하였다. 이를 모스-위튼 이론(Morse-Witten理論, 영어: Morse–Witten theory)이라고 한다. 1988년에 안드레아스 플뢰어(독일어: Andreas Floer)는 함수 공간에서의 모스 코호몰로지를 사용하여, 심플렉틱 다양체 및 3차원 다양체에 대한 플뢰어 호몰로지를 정의하였다.

## 같이 보기
- 초대칭 양자역학
- 플뢰어 호몰로지

## 참고 문헌
1. ↑  Banyaga, Augustin; David Hurtubise (2004). 《Lectures on Morse Homology》. Kluwer Texts in the Mathematical Sciences (영어) 29. Kluwer. doi:10.1007/978-1-4020-2696-6. ISBN 978-1-4020-2695-9. ISSN 0927-4529. MR 2145196.
2. ↑  Schwarz, Matthias (1993). 《Morse Homology》. Progress in Mathematics (영어) 111. Birkhäuser. doi:10.1007/978-3-0348-8577-5. ISBN 978-3-0348-9688-7. MR 1239174.
3. ↑  Shub, Michael (2007). “Morse–Smale systems”. 《Scholarpedia》 (영어) 2 (3): 1785. doi:10.4249/scholarpedia.1785. ISSN 1941-6016.
4. ↑  Bott, Raoul (1988). “Morse theory indomitable”. 《Publications Mathématiques de l'Institut des Hautes Études Scientifiques》 (영어) 68 (1): 99–114. doi:10.1007/BF02698544. ISSN 0073-8301. MR 1001450.
5. ↑  Henniart, Guy (1985). “Les inégalités de Morse (d’après E. Witten)”. 《Astérisque》 (프랑스어). 121–122: 43–61. MR 768953. Zbl 0565.58033. 2015년 4월 13일에 원본 문서에서 보존된 문서. 2018년 6월 9일에 확인함.
6. 1 2  Witten, Edward (1982). “Supersymmetry and Morse theory”. 《Journal of Differential Geometry》 (영어) 17 (4): 661–692. MR 683171. Zbl 0499.53056.
7. ↑  Morse, Marston (1934). 《The Calculus of Variations in the Large》. American Mathematical Society Colloquium Publication (영어) 18. New York: American Mathematical Society. JFM 60.0450.01.
8. ↑  Bott, Raoul (1956). “An application of the Morse theory to the topology of Lie-grboboups”. 《Bulletin de la Société Mathématique de France》 84: 251–281. ISSN 0037-9484. MR 0087035.
9. ↑  Bott, Raoul (1957). “The stable homotopy of the classical groups”. 《Proceedings of the National Academy of Sciences of the United States of America》 43: 933–935. ISSN 0027-8424. JSTOR 89403. MR 0102802.
10. ↑  Bott, Raoul (1959). “The stable homotopy of the classical groups”. 《Annals of Mathematics (second series)》 70: 313–337. ISSN 0003-486X. JSTOR 1970106. MR 0110104.